# Нејт Хафман
Нејт Хафман (енгл. Nate Huffman; 2. април 1975 — 15. октобар 2015) био је амерички кошаркаш, који је играо на позицији центра.

## Каријера
Хафман је колеџ кошарку играо на Лансинг комјунити колеџу (1993–1995) а потом на универзитету Централ Мичиген (1995–1997). Није изабран на НБА драфту 1997. а прву сениорску сезону је одиграо у НБА развојној лиги за екипу Ајдахо стампида.
За сезону 1998/99. долази у Европу и наступа за шпанску Фуенлабраду. Након тога следе три сезоне у Макабију из Тел Авива, где је и одиграо најбоље године каријере. Са њима је освојио ФИБА Супролигу 2001. а био је и најкориснији играч тог такмичења. Такође је освојио и по три пута национално првенство и куп.
Потом је прешао у Торонто репторсе , али му је повреда колена окончала каријеру са 28 година, много раније него што је планирао. Торонто је са њиме раскинуо уговор јер га је менаџмент оптужио да је скривао повреду колена, а Хафман је после тужио Репторсе и добио спор.
Умро је 15. октобра 2015. године од рака.

## Успеси

### Клупски
- Макаби Тел Авив:
  - ФИБА Супролига (1): 2000/01.
  - Првенство Израела (3): 1999/00, 2000/01, 2001/02.
  - Куп Израела (3): 1999/00, 2000/01, 2001/02.

### Појединачни
- Најкориснији играч ФИБА Супролиге (1): 2000/01.
- Најкориснији играч Првенства Израела (1): 2000/01.